# やくざ非情史 血の決着
『やくざ非情史 血の決着』（やくざひじょうし ちのけっちゃく）は、1970年2月21日に公開された日本の映画である。監督は萩原遼。主演は安藤昇。創映プロ制作（日活配給）。やくざ非情史シリーズ第3弾。
やくざ非情史シリーズ最終作で、東映の剣豪スター大友柳太朗が唯一共演した日活作品である。

## あらすじ
渡世のため、林田は国道工事の権利で対立していた親分を斬ってしまった。

## キャスト
- 林田常吉：安藤昇
- 一発屋藤吉：内田良平
- 殿山健二：山本豊三
- 金沢宗一：高橋俊行
- 桐島：香川良介
- 岩淵梅三：山路義人
- 吉井剛造：二本柳寛
- 楠清二：明智十三郎
- 金沢宗之助：南川直
- お絹：神代昌子
- 兼松弾：小笠原弘
- 仙造：逗子とんぼ
- 住田：井上正彦
- 杉山虎次：井波健
- 神谷久一：沢田克己
- 旅館の主人：山田時生
- 前島甚六：笠達也
- 春子：木之本恵美
- お篠：小柳ナナ
- 和枝：丸山麗子
- 旅館従業員：清水のり子
- ：斉川一夫
- ：川崎信雄
- ：剛竜二
- ：若林章
- ：飯塚実
- ：錠辰夫
- ：林寛一
- 敬介：根本嘉也
- 技斗：安川勝人（大内剣友会）
- 金沢鈴代：嵯峨美智子
- 三田村猛蔵：大友柳太朗

## スタッフ
- 監督：萩原遼
- 脚本：吉寺弾
- 制作・企画：篠ノ井公平
- 音楽：小沢秀夫
- タイトル：ハセガワプロ
- 録音所：目黒スタジオ
- 制作：創映プロ

## 映像ソフト
1994年11月4日に日活からこの作品のビデオソフトが発売された（規格：VHS、廃盤）。